# 夫妻餅

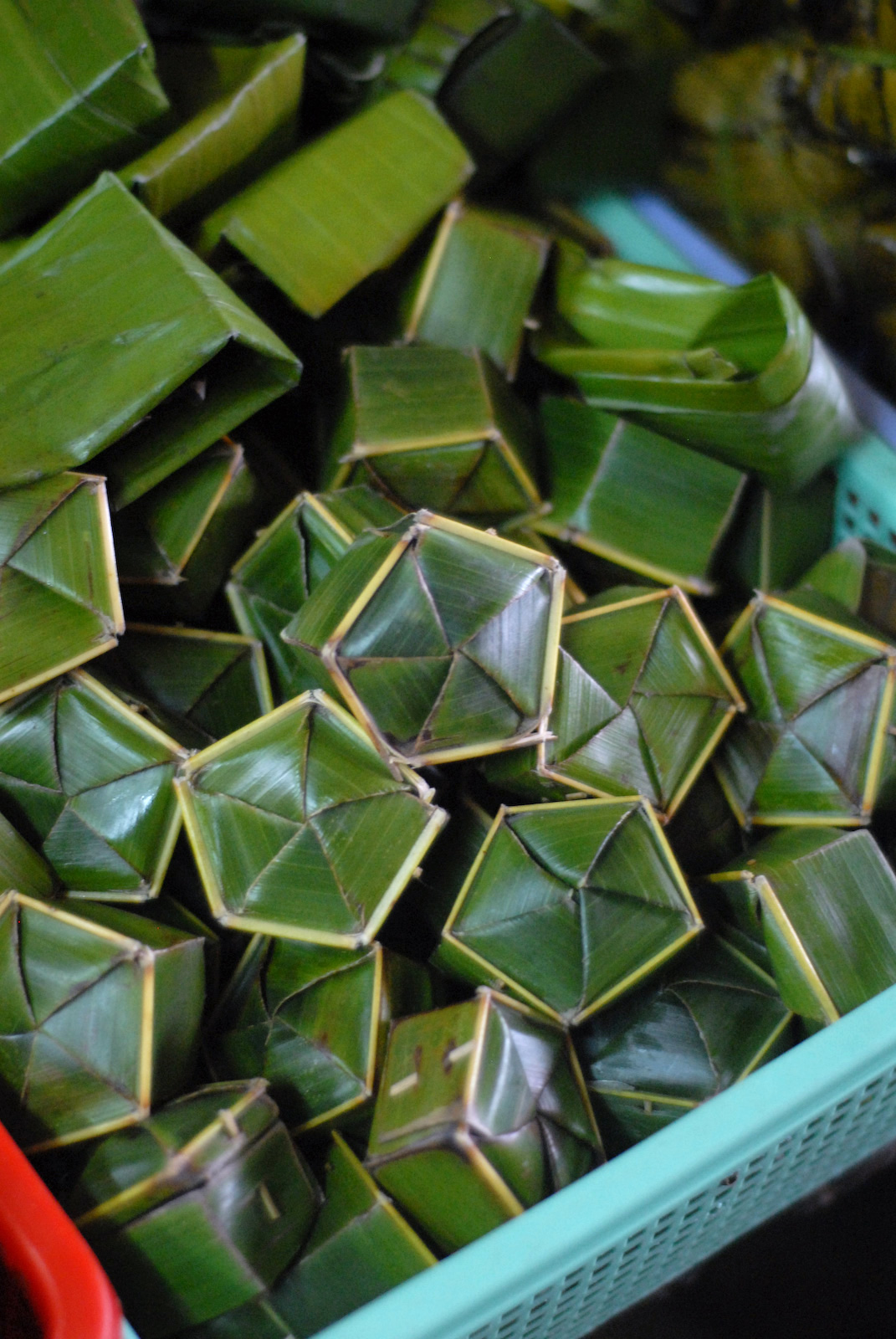
越南夫妻餅

納徵用的夫妻餅

夫妻餅（喃字：餅夫妻）是一種越南的傳統食品。表面是綠色的果凍狀（太白粉），裡面是綠豆餡，並用七葉蘭的葉子包裹成盒狀。或是用竹葉做一個小盒子來裝夫妻糕。有些內餡是一些椰子絲，咬起來很有彈性，但是它的保存期限只有一星期。夫妻餅在越南傳統中是納徵時由男家提供的禮物之一，但現在越南人也會用於婚禮上。

## 外部連結
- Su-Sê hay Phu-Thê ?